# Matwei Pawlowitsch Jelissejew
Matwei Pawlowitsch Jelissejew (russisch Матвей Павлович Елисеев; englisch Matvey Eliseev; * 31. März 1993 in Moskau-Selenograd) ist ein ehemaliger russischer Biathlet. 2015 debütierte er im Biathlon-Weltcup, wo er im Dezember 2019 erstmals in einem Einzelwettkampf das Podium erreichte. Mit der Staffel gewann Jelissejew die Bronzemedaille bei den Weltmeisterschaften 2019 und 2021. Zudem wurde er 2016 mit der Mixed-Staffel und 2020 im Sprint Europameister. 2024 beendete er seine aktive Laufbahn.

## Karriere
Matwei Jelissejew, dessen erster Trainer sein Vater Pawel Jelissejew war, gab sein internationales Debüt im Rahmen der Biathlon-Juniorenweltmeisterschaften 2014 in Presque Isle. In Sprint und Verfolgung erreichte er mit den Rängen fünf und sieben Top-Ten-Resultate, mit Eduard Latypow, Iwan Aljechin und Alexander Powarnizyn gewann er zudem Staffelbronze. Weitere Erfolge erreichte er bei den Juniorenrennen der Sommerbiathlon-Weltmeisterschaften 2014, als er in Tjumen im Sprint als Viertplatzierter knapp eine Medaille verpasste, diese im anschließenden Verfolgungsrennen mit Bronze dann gewann. Das Debüt im Erwachsenenbereich folgte in der Saison 2014/15 im IBU-Cup, wo Jelissejew in seinem ersten Winter mehrmals auf das Podium lief und im März mit dem 20-Kilometer-Einzelrennen von Canmore sein erstes Rennen gewann. Zuvor hatten ihn die Trainer in Nové Město na Moravě bereits erstmals in das russische Biathlon-Weltcup-Team berufen. Bei seinem ersten Weltcupsprint erreichte er als 17. sofort die Punkteränge der besten 40. 
Abgesehen von sporadischen Weltcupeinsätzen trat Jelissejew auch 2015/16 größtenteils im IBU-Cup an und entschied dort zwei Sprintrennen und zwei Einzelrennen für sich. Bei 14 von 15 Starts erreichte er die vorderen zehn Plätze und gewann am Saisonende die Gesamtwertung vor dem Deutschen Florian Graf. An der Seite von Anastassija Sagoruiko, Olga Jakuschowa und Jewgeni Garanitschew wurde er in der Mixed-Staffel außerdem Europameister.
Ab dem Winter 2016/17 zählte Jelissejew dauerhaft zum russischen Weltcupteam. Im Laufe der Saison platzierte er sich mehrmals unter den besten Zehn in Einzelrennen und erreichte in den ersten beiden Staffelrennen (auf der Pokljuka und in Oberhof) mit dem russischen Quartett zweimal als Zweiter das Podium. Als 35. des Gesamtweltcups war er in diesem Klassement der fünftbeste Sportler seines Landes. Für die Weltmeisterschaften 2017 stand er zwar im Kader, erhielt aber keine Einsätze. Auch 2017/18 gehörte Jelissejew als 38. der Gesamtwertung nicht zu den erfolgreichsten Russen im Weltcup; sein bestes Einzelergebnis war ein 17. Rang. Anders als etwa der Gesamtweltcupdritte Anton Schipulin erhielt Jelissejew aber die Erlaubnis, bei den olympischen Biathlonwettkämpfen 2018 von Pyeongchang an den Start zu gehen. Infolge des Skandals um Staatsdoping waren weite Teile der russischen Mannschaft für Olympia gesperrt worden – Jelissejew war neben Anton Babikow einer von nur zwei männlichen Biathleten im russischen Olympiateam. In Pyeongchang wurde er 83. des Sprints, 28. im Einzelwettkampf und 9. mit der Mixed-Staffel.
Bei den Weltmeisterschaften 2019 in Östersund wurde Jelissejew in der Staffel eingesetzt und übergab als Startläufer in Führung liegend an Nikita Porschnew. Das von Dmitri Malyschko und Alexander Loginow ergänzte Quartett gewann hinter Norwegen und Deutschland die Bronzemedaille. Im Dezember 2019 belegte Jelissejew, erneut in Östersund, zum ersten Mal einen der vorderen drei Ränge in einem Einzel-Weltcuprennen: Hinter den Brüdern Johannes Thingnes Bø und Tarjei Bø wurde er beim Auftakt der Saison 2019/20 Dritter des Sprints und war der einzige Athlet in den Top Ten, der den Wettkampf ohne Schießfehler beendete. Mit weiteren regelmäßigen Platzierungen in den Punkterängen reihte sich Jelissejew in der Gesamtwertung des Weltcups auf Position 15 ein und war damit hinter Loginow der zweitbeste Russe. Zudem wurde er im Februar 2020 Sprinteuropameister in Minsk-Raubitschy. Er trat auch bei der World Team Challenge 2020 an und konnte gemeinsam mit Jewgenijna Pawlowa den Wettbewerb gewinnen. Bei den Weltmeisterschaften 2021 gewann Jelissejew zusammen mit Said Karimulla Chalili, Loginow und Eduard Latypow eine zweite Staffel-Bronzemedaille.
Im Sommer 2021 erlebte Jelissejew im Training einen deutlichen Leistungsabfall. Zudem zerstritt er sich mit seinem Trainer Juri Kaminski und wechselte die Trainingsgruppe, fand aber nicht zu seiner alten Form zurück. Zu Beginn des Winters 2021/22 erreichte er weder im Weltcup noch im IBU-Cup vordere Platzierungen und zog sich vorübergehend vom Sport zurück. In der folgenden Saison trat er wieder zu Wettkämpfen im russischen Pokal an. Jelissejew beendete im Februar 2024 mit 30 Jahren seine aktive sportliche Laufbahn.

## Statistiken

### Weltcupplatzierungen
Die Tabelle zeigt alle Platzierungen (je nach Austragungsjahr einschließlich Olympische Spiele und Weltmeisterschaften).
- 1.–3. Platz: Anzahl der Podiumsplatzierungen
- Top 10: Anzahl der Platzierungen unter den ersten zehn (einschließlich Podium)
- Punkteränge: Anzahl der Platzierungen innerhalb der Punkteränge (einschließlich Podium und Top 10)
- Starts: Anzahl gelaufener Rennen in der jeweiligen Disziplin
- Staffel: inklusive Mixed- und Single-Mixed-Staffeln

| Platzierung | Einzel | Sprint | Verfolgung | Massenstart | Staffel | Gesamt |
| ----------- | ------ | ------ | ---------- | ----------- | ------- | ------ |
| 1. Platz    |        |        |            |             |         |        |
| 2. Platz    |        |        |            |             | 3       | 3      |
| 3. Platz    |        | 1      |            |             | 3       | 4      |
| Top 10      | 1      | 5      | 3          | 3           | 25      | 37     |
| Punkteränge | 5      | 34     | 28         | 17          | 26      | 110    |
| Starts      | 8      | 45     | 33         | 17          | 26      | 129    |

### Olympische Winterspiele
Ergebnisse bei Olympischen Winterspielen:
|                                             | Einzelwettbewerbe | Einzelwettbewerbe | Einzelwettbewerbe | Einzelwettbewerbe | Staffelwettbewerbe | Staffelwettbewerbe |
| Sprint                                      | Verfolgung        | Einzel            | Massenstart       | Herrenstaffel     | Mixedstaffel       |                    |
| ------------------------------------------- | ----------------- | ----------------- | ----------------- | ----------------- | ------------------ | ------------------ |
| Olympische Winterspiele 2018 \| Pyeongchang | 83.               | –                 | 28.               | –                 | –                  | 9.                 |

### Weltmeisterschaften
Ergebnisse bei den Weltmeisterschaften:
| Weltmeisterschaften | Weltmeisterschaften | Sprint | Verfolgung | Einzel | Massenstart | Staffel | Mixedstaffel | Single-Mixedstaffel |
| Jahr                | Ort                 | Sprint | Verfolgung | Einzel | Massenstart | Staffel | Mixedstaffel | Single-Mixedstaffel |
| ------------------- | ------------------- | ------ | ---------- | ------ | ----------- | ------- | ------------ | ------------------- |
| 2019                | Östersund           | 51.    | 35.        | –      | –           | 3.      | –            | 6.                  |
| 2020                | Antholz             | 12.    | 55.        | –      | 28.         | 4.      | 6.           | 7.                  |
| 2021                | Pokljuka            | 19.    | 17.        | 61.    | 15.         | 3.      | –            | –                   |